# Tim Nussle
Tim Nussle (* 11. Mai 1999) ist ein Schweizer Unihockeyspieler, der beim Nationalliga-A-Verein Chur Unihockey unter Vertrag steht.

## Karriere
Nussle debütierte 2017 in der Nationalliga A für den Grasshopper Club Zürich. 2020 wechselte der Winterthurer aufgrund seines Studiums zum Ligakonkurrenten Chur Unihockey. Nach Beendigung seines Studiums läuft er ab der Saison 2023/24 wieder für GC Unihockey auf.